# Niedrzwica
Niedrzwica (niem. Niederwitz) – osada w Polsce położona w województwie warmińsko-mazurskim, w powiecie gołdapskim, w gminie Gołdap.
W latach 1975–1998 miejscowość administracyjnie należała do województwa suwalskiego.